# Società Sportiva Calcio Napoli 2000-2001
Questa voce raccoglie le informazioni riguardanti la Società Sportiva Calcio Napoli nelle competizioni ufficiali della stagione 2000-2001.

## Stagione
La stagione 2000-2001 si apre con l'ingresso ufficiale di Giorgio Corbelli nella società azzurra. L'imprenditore bresciano acquista la metà del pacchetto azionario del club, rendendo il Napoli l'unica società di Serie A ad avere una doppia presidenza. Ma fra Corrado Ferlaino e Corbelli i primi problemi nascono già in sede di calciomercato. Il primo voleva confermare il blocco di calciatori che avevano raggiunto la promozione l'anno precedente e di conseguenza rinnovare il contratto al tecnico Walter Novellino, tuttavia l'imprenditore bresciano era di un altro avviso.
Corbelli, infatti, voleva portare a Napoli nomi "altisonanti", a cominciare dall'allenatore Zdeněk Zeman reduce dalla non felicissima esperienza al Fenerbahçe. In sede di calciomercato Corbelli scelse di affidarsi ad Alessandro Moggi che portò a Napoli molti dei suoi assistiti. Vennero ceduti molti dei calciatori che avevano portato il Napoli in Serie A, fra i quali l'idolo della tifoseria azzurra Stefan Schwoch. Vennero acquistati moltissimi calciatori di "nome" come Francesco Moriero e Salvatore Fresi dall'Inter e gli attaccanti Nicola Amoruso reduce da una buona stagione al Perugia, oltre a David Sesa protagonista con la maglia del Lecce.
Arrivarono sotto il Vesuvio anche altri calciatori interessanti come il centrocampista della nazionale portoghese José Luís Vidigal ed il centrocampista ceco Marek Jankulovski. Nonostante la dispendiosa campagna acquisti (circa 60 miliardi di lire), l'avvio della stagione fu disastroso. La squadra dimostrò di non aver assimilato gli schemi offensivi di Zeman, e dopo un esordio casalingo contro la Juventus promettente nonostante la sconfitta, nelle successive cinque gare la squadra riesce a mettere insieme solo due punti.
Clamorosa la sconfitta interna contro il Bologna (1-5) che costerà la maglia da titolare al portiere napoletano Ferdinando Coppola sostituito da Francesco Mancini, fedelissimo di Zeman già ai tempi del Foggia. Dopo il pareggio 1-1 sul campo del Perugia, Zeman viene esonerato ed al suo posto viene scelto Emiliano Mondonico, tecnico dalle idee diametralmente opposte rispetto al boemo. La squadra con Mondonico sembra riprendersi e dopo una sconfitta a San Siro contro il Milan il Napoli mette in fila 11 punti in 5 partite, riuscendo persino a vincere 2-1 all'Olimpico contro i Campioni d'Italia della Lazio. Nel frattempo Corbelli tenta il colpo ad effetto per infiammare la piazza: dal Santos viene acquistato l'ex Fiorentina Edmundo; tuttavia l'esperienza del brasiliano a Napoli non inizia nel migliore dei modi.
La squadra inizia a calare e ben presto si ritrova nuovamente immischiata nella lotta per non retrocedere. Edmundo non riesce ad incidere e l'attacco azzurro segna con il contagocce. Dopo un pareggio interno con il Brescia, con una rete di Baggio su punizione allo scadere, la squadra mette in fila tre sconfitte consecutive, compreso lo scontro diretto con la Reggina. All'ultima giornata, nonostante la vittoria sul campo della Fiorentina, la squadra retrocede dopo appena un anno, dato che Vicenza, Reggina, Verona e Lecce, nel corso di un periodo positivo e anch'esse in lotta per la salvezza, vincono tutte quante anche loro, rispettivamente contro Udinese, Milan, Perugia e Lazio, con i salentini che condannano così la Reggina e il Verona agli spareggi salvezza (vinti da questi ultimi per i gol fuori casa) e gli azzurri e veneti, a un solo punto di distanza, alla retrocessione.
Proprio le vittorie di Reggina e Lecce condannano gli azzurri dato che, se non avessero vinto, allora il Napoli avrebbe potuto giocarsi lo scontro salvezza contro il Vicenza. A causa del caos societario scaturito dalla doppia presidenza e dalla situazione debitoria ormai peggiorata da una campagna acquisti dispendiosa ma fallimentare, il Napoli si avvierà inesorabilmente verso il fallimento.

### Il caso Parma-Verona
Dopo la retrocessione il Presidente del Napoli Giorgio Corbelli alimentò sospetti sulla partita Parma-Verona, alla penultima giornata, che si concluse 1-2 per gli scaligeri. Il Verona andò in vantaggio con un rigore di Oddo, concesso per un fallo vistoso di Benarrivo; con quella vittoria il Verona scavalcò il Napoli e ne contribuì alla retrocessione in Serie B. Corbelli, che allora gestiva il Napoli con Corrado Ferlaino, gridò alla combine: a suo dire, infatti, il Verona era controllato dallo stesso Presidente del Parma, Calisto Tanzi. Nel 2010 la procura di Parma confermò i sospetti di Corbelli: secondo il procuratore di Parma Gerardo Laguardia «dal 1998 al 2004 il Verona fu controllato da Calisto Tanzi, già proprietario del Parma, che lo acquistò e finanziò con soldi sottratti alla Parmalat e, oggi, ai risparmiatori travolti dal fallimento». Nonostante quei sospetti si fossero rilevati fondati, tuttavia, non vennero presi provvedimenti.

## Divise e sponsor[5]
Lo sponsor tecnico è Diadora, lo sponsor principale è Birra Peroni.
Il 24 agosto 2000 il Napoli ritira la maglia numero 10 appartenuta a Diego Armando Maradona.
| Casa | Trasferta | Terza divisa |

## Organigramma societario
Area direttiva
- Presidente: Giorgio Corbelli
- Amministratore delegato: Corrado Ferlaino
- Direttore al coordinamento e controllo: Raffaele Russo

Area comunicazione
- Responsabile: Carlo Iuliano
- Ufficio stampa e p.r.: Gianluca Vigliotti
- Segretario sportivo: Alberto Vallefuoco

Area tecnica
- Direttore sportivo: Luigi Pavarese
- Allenatore: Zdeněk Zeman poi dal 14 novembre Emiliano Mondonico
- Allenatori in seconda: Vincenzo Cangelosi e Giacomo Modica poi dal 14 novembre Daniele Fortunato
- Preparatore dei portieri: Raffaele Di Fusco
- Preparatore atletico: Roberto Ferola poi dal 14 novembre Riccardo Mangione

Area sanitaria
- Medico sociale: Pasquale Russo
- Massaggiatori: Salvatore Carmando e Antonio Bellofiore

## Rosa
| N. |                       | Ruolo | Calciatore                   |
| -- | --------------------- | ----- | ---------------------------- |
| 1  | Italia (bandiera)     | P     | Ferdinando Coppola           |
| 2  | Marocco (bandiera)    | D     | Abdelilah Saber              |
| 3  | Argentina (bandiera)  | D     | Facundo Hernán Quiroga       |
| 4  | Italia (bandiera)     | D     | Dario Baccin                 |
| 4  | Italia (bandiera)     | C     | Emiliano Bigica              |
| 5  | Italia (bandiera)     | C     | Oscar Magoni                 |
| 6  | Italia (bandiera)     | D     | Salvatore Fresi              |
| 7  | Italia (bandiera)     | C     | Francesco Moriero            |
| 8  | Portogallo (bandiera) | C     | José Luís Vidigal            |
| 9  | Italia (bandiera)     | A     | Nicola Amoruso               |
| 11 | Italia (bandiera)     | A     | Claudio Bellucci             |
| 13 | Rep. Ceca (bandiera)  | C     | Marek Jankulovski            |
| 14 | Italia (bandiera)     | D     | Gaetano Avolio               |
| 15 | Italia (bandiera)     | D     | Francesco Baldini (capitano) |
| 16 | Italia (bandiera)     | P     | Luca Mondini                 |
| 17 | Brasile (bandiera)    | C     | Paquito                      |
| 18 | Italia (bandiera)     | C     | Fabio Pecchia                |
| 19 | Brasile (bandiera)    | A     | Amauri                       |

| N. |                                | Ruolo | Calciatore           |
| -- | ------------------------------ | ----- | -------------------- |
| 19 | Italia (bandiera)              | D     | Ciro Caruso          |
| 20 | Brasile (bandiera)             | C     | Matuzalém            |
| 21 | Italia (bandiera)              | D     | Emanuele Troise      |
| 22 | Serbia e Montenegro (bandiera) | A     | Damir Stojak         |
| 23 | Italia (bandiera)              | A     | Roberto Stellone     |
| 24 | Italia (bandiera)              | A     | Antonio Floro Flores |
| 25 | Italia (bandiera)              | C     | Giorgio Di Vicino    |
| 26 | Italia (bandiera)              | C     | Giacomo Tedesco      |
| 28 | Nigeria (bandiera)             | D     | Rabiu Afolabi        |
| 27 | Svizzera (bandiera)            | A     | David Sesa           |
| 30 | Argentina (bandiera)           | C     | Mauricio Pineda      |
| 32 | Italia (bandiera)              | P     | Francesco Mancini    |
| 33 | Norvegia (bandiera)            | D     | Steinar Nilsen       |
| 35 | Argentina (bandiera)           | C     | Claudio Husaín       |
| 67 | Italia (bandiera)              | P     | Alberto Fontana      |
| 80 | Italia (bandiera)              | D     | Antonio Bocchetti    |
| 97 | Brasile (bandiera)             | A     | Edmundo              |

## Calciomercato

### Sessione estiva(dall'1/7 al 30/10)
| Acquisti | Acquisti          | Acquisti         | Acquisti |
| R.       | Nome              | da               | Modalità |
| -------- | ----------------- | ---------------- | -------- |
| P        | Francesco Mancini | Bari             |          |
| P        | Luca Mondini      | Lazio            |          |
| P        | Valerio Visconti  | Puteolana        |          |
| D        | Rabiu Afolabi     | Standard Liegi   |          |
| D        | Dario Baccin      | Ternana          |          |
| D        | Antonio Bocchetti | Lecco            |          |
| D        | Ciro Caruso       | Pescara          |          |
| D        | Salvatore Fresi   | Inter            |          |
| D        | Facundo Quiroga   | Sporting Lisbona |          |
| D        | Abdelilah Saber   | Sporting Lisbona |          |
| D        | Thomas Urso       | Nardò            |          |
| C        | Giorgio Di Vicino | SPAL             |          |
| C        | Claudio Husaín    | River Plate      |          |
| C        | Marek Jankulovski | Baník Ostrava    |          |
| C        | Francesco Moriero | Inter            |          |
| C        | Paquito           | Mirassol         |          |
| C        | Fabio Pecchia     | Juventus         |          |
| C        | Mauricio Pineda   | Udinese          |          |
| C        | Giacomo Tedesco   | Salernitana      |          |
| C        | Josè Vidigal      | Sporting Lisbona |          |
| A        | Nicola Amoruso    | Juventus         |          |
| A        | David Sesa        | Lecce            |          |
| A        | Damir Stojak      | Lugano           |          |

| Cessioni | Cessioni              | Cessioni    | Cessioni |
| R.       | Nome                  | a           | Modalità |
| -------- | --------------------- | ----------- | -------- |
| P        | Alessio Bandieri      | Savoia      |          |
| P        | Ferdinando Coppola    | Bologna     |          |
| P        | Raffaele Gragnaniello | Cassino     |          |
| D        | Mauro Facci           | Teramo      |          |
| D        | Stefano Lombardi      | Lazio       |          |
| D        | Giovanni Lopez        | Inter       |          |
| D        | Nicola Mora           | Parma       |          |
| D        | Massimo Oddo          | Milan       |          |
| D        | Alessandro Sbrizzo    | Pescara     |          |
| C        | Giuseppe Alessi       | Livorno     |          |
| C        | Antonino Asta         | Torino      |          |
| C        | Emiliano Bigica       | Salernitana |          |
| C        | Giorgio Lucenti       | Roma        |          |
| C        | Salvatore Miceli      | Venezia     |          |
| C        | Anselmo Robbiati      | Inter       |          |
| C        | Cristiano Scapolo     | Ravenna     |          |
| C        | Francesco Turrini     | Ancona      |          |
| A        | Gabriel Bordi         | Pumas UNAM  |          |
| A        | Luciano Galletti      | Parma       |          |
| A        | Stefan Schwoch        | Torino      |          |

### Sessione invernale(dal 2/1 al 31/1)
| Acquisti | Acquisti        | Acquisti      | Acquisti |
| R.       | Nome            | da            | Modalità |
| -------- | --------------- | ------------- | -------- |
| P        | Alberto Fontana | Atalanta      |          |
| A        | Amauri          | Parma         |          |
| A        | Edmundo         | Vasco da Gama |          |

| Cessioni | Cessioni          | Cessioni        | Cessioni |
| R.       | Nome              | a               | Modalità |
| -------- | ----------------- | --------------- | -------- |
| D        | Rabiu Afolabi     | Standard Liegi  |          |
| D        | Ciro Caruso       | Benevento       |          |
| D        | Massimo Russo     | Benevento       |          |
| C        | Giorgio Di Vicino | Crotone         |          |
| C        | Paquito           | Ravenna         |          |
| A        | Damir Stojak      | Eendracht Aalst |          |

## Risultati

### Serie A

#### Girone di andata
| Arbitro: | Collina (Viareggio) |

|              |           |                             |
| Stellone 45’ | Marcatori | 55’ Kovačević 77’ Del Piero |

| Arbitro: | Treossi (Forlì) |

|                                     |           |          |
| Di Biagio 9’ Zamorano 37’ Blanc 45’ | Marcatori | 60’ Sesa |

| Arbitro: | Rosetti (Torino) |

|             |           |                                                         |
| Moriero 62’ | Marcatori | 3’ Womé 23’ (aut.) F. Baldini 48’, 75’ Signori 94’ Cruz |

| Arbitro: | Nucini (Bergamo) |

|              |           |                  |
| Vugrinec 66’ | Marcatori | 60’ (rig.) Fresi |

| Arbitro: | Saccani (Mantova) |

|                 |           |                  |
| Jankulovski 24’ | Marcatori | 17’, 49’ Sommese |

| Arbitro: | Messina (Bergamo) |

|                      |           |             |
| Materazzi 71’ (rig.) | Marcatori | 20’ Amoruso |

| Napoli 19 novembre 2000 7ª giornata | Napoli                                 | 0 – 0 referto | Atalanta | Stadio San Paolo (29 495 spett.)\| Arbitro: \| Pellegrino (Barcellona Pozzo di Gotto) \| |
| Arbitro:                            | Pellegrino (Barcellona Pozzo di Gotto) |               |          |                                                                                          |

| Arbitro: | De Santis (Tivoli) |

|               |           |  |
| Ambrosini 44’ | Marcatori |  |

| Arbitro: | Rodomonti (Teramo) |

|             |           |  |
| Amoruso 44’ | Marcatori |  |

| Arbitro: | Bolognino (Milano) |

|           |           |             |
| Diana 31’ | Marcatori | 58’ Pecchia |

| Arbitro: | Braschi (Prato) |

|                                                                             |           |                      |
| Baccin 5’ Magoni 20’ Amoruso 33’ C. Bellucci 56’ Troise 72’ Jankulovski 83’ | Marcatori | 66’ Cozza 41’ Mozart |

| Arbitro: | Collina (Viareggio) |

|                         |           |                          |
| Pecchia 50’ Amoruso 85’ | Marcatori | 41’ Micoud 64’ Milošević |

| Arbitro: | Racalbuto (Gallarate) |

|                |           |                               |
| Mihajlović 84’ | Marcatori | 4’ Amoruso 37’ (aut.) Pancaro |

| Arbitro: | Pellegrino (Barcellona Pozzo di Gotto) |

|                       |           |                 |
| Mutu 84’ Adaílton 89’ | Marcatori | 76’ C. Bellucci |

| Arbitro: | Ayroldi (Molfetta) |

|  |           |          |
|  | Marcatori | 55’ Sosa |

| Arbitro: | Trentalange (Torino) |

|                                        |           |  |
| Delvecchio 17’ Totti 80’ Batistuta 83’ | Marcatori |  |

| Arbitro: | Paparesta (Napoli) |

|             |           |  |
| Pecchia 90’ | Marcatori |  |

#### Girone di ritorno
| Arbitro: | Borriello (Mantova) |

|                                            |           |  |
| Kovačević 12’ F. Inzaghi 52’ Del Piero 85’ | Marcatori |  |

| Arbitro: | Rodomonti (Teramo) |

|               |           |  |
| Matuzalém 54’ | Marcatori |  |

| Arbitro: | Trentalange (Torino) |

|                  |           |             |
| Signori 48’, 75’ | Marcatori | 35’ Edmundo |

| Arbitro: | Racalbuto (Gallarate) |

|             |           |              |
| Edmundo 53’ | Marcatori | 76’ Vugrinec |

| Arbitro: | Cesari (Genova) |

|                        |           |  |
| Toni 56’ Firmani 90+3’ | Marcatori |  |

| Napoli 18 marzo 2001 23ª giornata | Napoli           | 0 – 0 referto | Perugia | Stadio San Paolo (30 891 spett.)\| Arbitro: \| Bertini (Arezzo) \| |
| Arbitro:                          | Bertini (Arezzo) |               |         |                                                                    |

| Arbitro: | Rodomonti (Teramo) |

|                 |           |             |
| Doni 67’ (rig.) | Marcatori | 38’ Pecchia |

| Napoli 8 aprile 2001 25ª giornata | Napoli           | 0 – 0 referto | Milan | Stadio San Paolo (39 400 spett.)\| Arbitro: \| Rosetti (Torino) \| |
| Arbitro:                          | Rosetti (Torino) |               |       |                                                                    |

| Arbitro: | Borriello (Mantova) |

|  |           |                 |
|  | Marcatori | 88’ Jankulovski |

| Arbitro: | Rodomonti (Teramo) |

|                    |           |                 |
| Amoruso 47’ (rig.) | Marcatori | 90+2’ R. Baggio |

| Arbitro: | Messina (Bergamo) |

|                                        |           |             |
| Dionigi 5’ Marazzina 42’ Zanchetta 50’ | Marcatori | 59’ Edmundo |

| Arbitro: | Collina (Viareggio) |

|                                           |           |  |
| Micoud 32’ Milošević 50’ Di Vaio 65’, 75’ | Marcatori |  |

| Arbitro: | Borriello (Mantova) |

|                  |           |                                          |
| Amoruso 24’, 41’ | Marcatori | 31’, 51’ Crespo 65’ Nedved 84’ Ravanelli |

| Arbitro: | Messina (Bergamo) |

|                        |           |  |
| Pecchia 37’ Amauri 82’ | Marcatori |  |

| Udine 27 maggio 2001 32ª giornata | Udinese            | 0 – 0 referto | Napoli | Stadio Friuli (25 315 spett.)\| Arbitro: \| Tombolini (Ancona) \| |
| Arbitro:                          | Tombolini (Ancona) |               |        |                                                                   |

| Arbitro: | Treossi (Forlì) |

|                         |           |                         |
| Amoruso 37’ Pecchia 81’ | Marcatori | 42’ Batistuta 52’ Totti |

| Arbitro: | Trentalange (Torino) |

|                |           |                         |
| Nuno Gomes 83’ | Marcatori | 47’ Amoruso 90’ Edmundo |

### Coppa Italia
| Arbitro: | Collina (Viareggio) |

|            |           |  |
| Vasari 31’ | Marcatori |  |

| Avellino 6 settembre 2000 2º turno - Ritorno | Napoli              | 0 – 0 | Sampdoria | Stadio Partenio\| Arbitro: \| Borriello (Mantova) \| |
| Arbitro:                                     | Borriello (Mantova) |       |           |                                                      |

## Statistiche

### Statistiche di squadra
| Competizione | Punti | In casa | In casa | In casa | In casa | In casa | In casa | In trasferta | In trasferta | In trasferta | In trasferta | In trasferta | In trasferta | Totale | Totale | Totale | Totale | Totale | Totale | DR  |
| Competizione | Punti | G       | V       | N       | P       | Gf      | Gs      | G            | V            | N            | P            | Gf           | Gs           | G      | V      | N      | P      | Gf     | Gs     | DR  |
| ------------ | ----- | ------- | ------- | ------- | ------- | ------- | ------- | ------------ | ------------ | ------------ | ------------ | ------------ | ------------ | ------ | ------ | ------ | ------ | ------ | ------ | --- |
| Serie A      | 36    | 17      | 5       | 7       | 5       | 22      | 22      | 17           | 3            | 5            | 9            | 13           | 29           | 34     | 8      | 12     | 14     | 35     | 51     | -16 |
| Coppa Italia | -     | 1       | 0       | 1       | 0       | 0       | 0       | 1            | 0            | 0            | 1            | 0            | 1            | 2      | 0      | 1      | 1      | 0      | 1      | -1  |
| Totale       | -     | 19      | 5       | 8       | 5       | 22      | 22      | 19           | 3            | 5            | 10           | 13           | 30           | 36     | 8      | 13     | 15     | 35     | 52     | -17 |

### Andamento in campionato
| Giornata  | 1  | 2  | 3  | 4  | 5  | 6  | 7  | 8  | 9  | 10 | 11 | 12 | 13 | 14 | 15 | 16 | 17 | 18 | 19 | 20 | 21 | 22 | 23 | 24 | 25 | 26 | 27 | 28 | 29 | 30 | 31 | 32 | 33 | 34 |
| --------- | -- | -- | -- | -- | -- | -- | -- | -- | -- | -- | -- | -- | -- | -- | -- | -- | -- | -- | -- | -- | -- | -- | -- | -- | -- | -- | -- | -- | -- | -- | -- | -- | -- | -- |
| Luogo     | C  | T  | C  | T  | C  | T  | C  | T  | C  | T  | C  | C  | T  | T  | C  | T  | C  | T  | C  | T  | C  | T  | C  | T  | C  | T  | C  | T  | T  | C  | C  | T  | C  | T  |
| Risultato | P  | P  | P  | N  | P  | N  | N  | P  | V  | N  | V  | N  | V  | P  | P  | P  | V  | P  | V  | P  | N  | P  | N  | N  | N  | V  | N  | P  | P  | P  | V  | N  | N  | V  |
| Posizione | 14 | 17 | 17 | 18 | 18 | 16 | 15 | 17 | 15 | 16 | 15 | 15 | 14 | 15 | 15 | 15 | 13 | 16 | 13 | 14 | 13 | 14 | 15 | 15 | 15 | 15 | 14 | 14 | 15 | 16 | 15 | 16 | 16 | 17 |

Fonte: http://calcio-seriea.net/allenatori_squadra/2000/1184/
Legenda:

Luogo: C = Casa; T = Trasferta. Risultato: V = Vittoria; N = Pareggio; P = Sconfitta.

### Statistiche dei giocatori
Sono in corsivo i calciatori che hanno lasciato la società a stagione in corso.
| Giocatore       | Serie A  | Serie A | Serie A     | Serie A    | Coppa Italia | Coppa Italia | Coppa Italia | Coppa Italia | Totale   | Totale | Totale      | Totale     |
| Giocatore       | Presenze | Reti    | Ammonizioni | Espulsioni | Presenze     | Reti         | Ammonizioni  | Espulsioni   | Presenze | Reti   | Ammonizioni | Espulsioni |
| --------------- | -------- | ------- | ----------- | ---------- | ------------ | ------------ | ------------ | ------------ | -------- | ------ | ----------- | ---------- |
| Amauri          | 6        | 1       | 0           | 0          | 0            | 0            | 0            | 0            | 6        | 1      | 0           | 0          |
| N. Amoruso      | 30       | 10      | 5           | 0          | 2            | 0            | ?            | ?            | 32       | 10     | 5+          | 0+         |
| D. Baccin       | 25       | 1       | 4           | 0          | 0            | 0            | 0            | 0            | 25       | 1      | 4           | 0          |
| F. Baldini      | 30       | 0       | 8           | 2          | 2            | 0            | ?            | ?            | 32       | 0      | 8+          | 2+         |
| C. Bellucci     | 18       | 2       | 2           | 0          | 2            | 0            | ?            | ?            | 20       | 2      | 2+          | 0+         |
| E. Bigica       | 0        | 0       | 0           | 0          | 1            | 0            | ?            | ?            | 1        | 0      | 0+          | 0+         |
| A. Bocchetti    | 12       | 0       | 3           | 0          | 0            | 0            | 0            | 0            | 12       | 0      | 3           | 0          |
| C. Caruso       | 0        | 0       | 0           | 0          | 1            | 0            | 0            | 0            | 1        | 0      | 0           | 0          |
| F. Coppola      | 3        | -10     | 0           | 0          | 2            | -1           | ?            | ?            | 5        | -11    | 0+          | 0+         |
| G. Di Vicino    | 6        | 0       | 0           | 0          | 1            | 0            | ?            | ?            | 7        | 0      | 0+          | 0+         |
| Edmundo         | 17       | 4       | 3           | 0          | 0            | 0            | 0            | 0            | 17       | 4      | 3           | 0          |
| A. Floro Flores | 2        | 0       | 0           | 0          | 1            | 0            | ?            | ?            | 3        | 0      | 0+          | 0+         |
| A. Fontana      | 14       | -17     | 0           | 0          | 0            | 0            | 0            | 0            | 14       | -17    | 0           | 0          |
| S. Fresi        | 23       | 1       | 8           | 1          | 1            | 0            | ?            | ?            | 24       | 1      | 8+          | 1+         |
| C. Husaín       | 20       | 0       | 7           | 0          | 0            | 0            | 0            | 0            | 20       | 0      | 7           | 0          |
| M. Jankulovski  | 20       | 3       | 0           | 1          | 0            | 0            | 0            | 0            | 20       | 3      | 0           | 1          |
| O. Magoni       | 30       | 1       | 6           | 0          | 2            | 0            | ?            | ?            | 32       | 1      | 6+          | 0+         |
| F. Mancini      | 17       | -16     | 1           | 0          | 0            | 0            | 0            | 0            | 17       | -16    | 1           | 0          |
| Matuzalém       | 26       | 1       | 6           | 2          | 2            | 0            | ?            | ?            | 28       | 1      | 6+          | 2+         |
| L. Mondini      | 3        | -4      | 1           | 0          | 0            | 0            | 0            | 0            | 3        | -4     | 1           | 0          |
| F. Moriero      | 14       | 1       | 2           | 0          | 0            | 0            | 0            | 0            | 14       | 1      | 2           | 0          |
| F. Pecchia      | 27       | 6       | 5           | 0          | 2            | 0            | ?            | ?            | 29       | 6      | 5+          | 0+         |
| M. Pineda       | 22       | 0       | 2           | 0          | 0            | 0            | 0            | 0            | 22       | 0      | 2           | 0          |
| F.H. Quiroga    | 28       | 0       | 4           | 0          | 0            | 0            | 0            | 0            | 28       | 0      | 4           | 0          |
| A. Saber        | 18       | 0       | 2           | 0          | 2            | 0            | ?            | ?            | 20       | 0      | 2+          | 0+         |
| D. Sesa         | 16       | 1       | 0           | 0          | 1            | 0            | ?            | ?            | 17       | 1      | 0+          | 0+         |
| R. Stellone     | 3        | 1       | 0           | 0          | 2            | 0            | ?            | ?            | 5        | 1      | 0+          | 0+         |
| D. Stojak       | 1        | 0       | 0           | 0          | 0            | 0            | 0            | 0            | 1        | 0      | 0           | 0          |
| G. Tedesco      | 14       | 0       | 0           | 0          | 0            | 0            | 0            | 0            | 14       | 0      | 0           | 0          |
| E. Troise       | 21       | 1       | 3           | 0          | 1            | 0            | ?            | ?            | 22       | 1      | 3+          | 0+         |
| J.L. Vidigal    | 4        | 0       | 0           | 0          | 1            | 0            | ?            | ?            | 5        | 0      | 0+          | 0+         |